# Sarlat-la-Canéda
Sarlat-la-Canéda là một xã trong tỉnh Dordogne, thuộc vùng hành chính Aquitanien của nước Pháp, có dân số là 9.707 người (thời điểm 1999).

## Những người con của thành phố
- Étienne de La Boétie (1530-1563), nhà văn, luật gia
- Gautier de Costes de La Calprenède (1610-1663), nhà văn
- Pierre Lachambeaudie (1807-1872), nhà thơ
- Gabriel Tarde (1843-1904), nhà xã hội học và tâm lý học